# Saint-Laurent-de-la-Salanque
Saint-Laurent-de-la-Salanque é uma comuna francesa na região administrativa da Occitânia, no departamento dos Pirenéus Orientais. Estende-se por uma área de 12.39 km², com 10.158 habitantes, segundo o censo de 2018, com uma densidade de 820 hab/km².